# Мэй, Филип
Сэр Филип Джон Мэй (англ. Philip John May; род. 18 сентября 1957) — английский банкир и супруг британского политика Терезы Мэй. Мэй был президентом Оксфордского союза в 1979 году, окончил Линкольн-колледж в Оксфорде со степенью в области истории.
Пара познакомилась во время учёбы в Оксфордском университете; они были представлены Беназир Бхутто во время студенческой дискотеки Консервативной партии. Позже их объединила любовь к крикету, поженились 6 сентября 1980 года. Детей нет.
Мэй работал в финансовой группе Capital International более десяти лет. Ранее он являлся менеджером фонда в de Zoete & Bevan и Prudential Portfolio Managers.